# 斯特魯維海
斯特鲁维海(拉丁名:"Mare Struve")现名希望湖，是位于月球正面西北部一座相对较小的月海，其中心月面坐标为43°00′N 65°00′E / 43.0°N 65.0°E，直径80公里。
该湖北靠墨丘利环形山、东接芝诺环形山、南临穆萨拉环形山，西面分别坐落着卡林顿陨石坑、舒马赫环形山以及时令湖。

## 名称来源
该区域原被称为斯特鲁维环形山，并在1935年布莱格和穆勒发表的国际天文联合会正式月表对象中，被列为第346号。
在1963年-1966年发表的月球撞击坑系统名录中，"奥托·斯特鲁维环形山"被重命名。为避免混乱，该区域被赋名为"斯特鲁维海"(拉丁名:"Mare Struve") 。
1976年，它得到了现在的名字-希望湖。